# تام شارپ
تام شارپ (انگلیسی: Tom Sharpe؛ ‏ ۳۰ مارس ۱۹۲۸ – ۶ ژوئن ۲۰۱۳) رمان‌نویس و طنزنویس اهل بریتانیا بود.
او در هالووی، لندن زاده و در کرویدون رشد یافت. پدرش یک پیشوای یونیتارینیسم بود که در دههٔ ۱۹۳۰ میلادی، فعالیت‌های سیاسی دست‌راستی افراطی داشت.
 تام شارپ نیز تا حدودی با افکار پدرش موافق بود، اما هنگامی که فیلم آزادسازی اسرای اردوگاه کار اجباری برگن-بلزن را دید، وحشت‌زده و دگرگون شد. او دانش‌آموختهٔ رشتهٔ تاریخ و انسان‌شناسی اجتماعی در کالج پمبروک دانشگاه کمبریج بود. تام در سال ۱۹۵۱ به آفریقای جنوبی رفت و به عنوان مددکار اجتماعی و آموزگار مشغول به کار شد. او نمایش‌نامه‌ای به نام «آفریقای جنوبی» نوشت که انتقادی به رژیم آپارتاید بود و در لندن به روی صحنه رفت. پس از این اجرا، او در سال ۱۹۶۱ به جرم فتنه‌انگیزی دستگیر و از آفریقای جنوبی اخراج شد.
او در سن ۸۵ سالگی به‌دلیل عوارض ناشی از دیابت در اسپانیا درگذشت.